# Alex Baldwin
Talon (también conocido como Lex Baldwin, Keith Rivera y Talon Hard) es un actor pornográfico gay norteamericano. Es hermano menor del actor porno T. T. Boy.

## Premios
| Año  | Premio              | Ref.        |
| ---- | ------------------- | ----------- |
| 1991 | Grabby Award        | [ 1 ] [ 4 ] |
| 1995 | Men in Video Awards | [ 5 ]       |
| 2015 | AVN Hall of Fame    | [ 1 ]       |

## Videografía
| Año  | Título                   |
| ---- | ------------------------ |
| 1990 | Straight to Bed          |
| 1991 | Powertool 2 Breaking Out |
| 1992 | Brief Encounters         |
| 1995 | Star Power               |